# Catedral de Santa Helena (Helena)
La Catedral de Santa Helena  (en inglés: St. Helena Cathedral) Es la catedral de la Diócesis Católica de Helena, Montana en Estados Unidos. Diseñada por el arquitecto A.O. Von Herbulis en base al modelo la Votivkirche en Viena, Austria, la construcción comenzó en la Catedral en 1908, y celebró su primera misa en noviembre de 1914. La Catedral sufrió daños significativos durante el terremoto de Helena de 1935, que requirió renovaciones extensas. La Catedral fue agregada al Registro Nacional de Lugares Históricos en 1980.
El sitio para la catedral fue comprado en 1905. A.O. Von Herbulis de Washington D. C., fue comisionado como el arquitecto. Von Herbulis fue entrenado en el extranjero y fue elegido por su conocimiento de las catedrales de Europa. Los esbozos ásperos fueron preparados en dos estilos, románico y gótico. Cuando se presentaron los dibujos, el Comité de Construcción eligió la forma gótica; Una moción pidió que el diseño sea aprobado por unanimidad. Von Herbulis modeló la Catedral sobre la base de un templo de Viena con el cual se había familiarizado mientras estudiaba en la universidad de Viena.
La Columbia Construction Company de Nueva York comenzó la construcción de la Catedral en 1908; La piedra angular fue puesta el 4 de octubre de ese año. El 8 de noviembre de 1914, la comunidad católica de Helena se reunió para celebrar la misa por primera vez en la nueva iglesia.

## Véase también

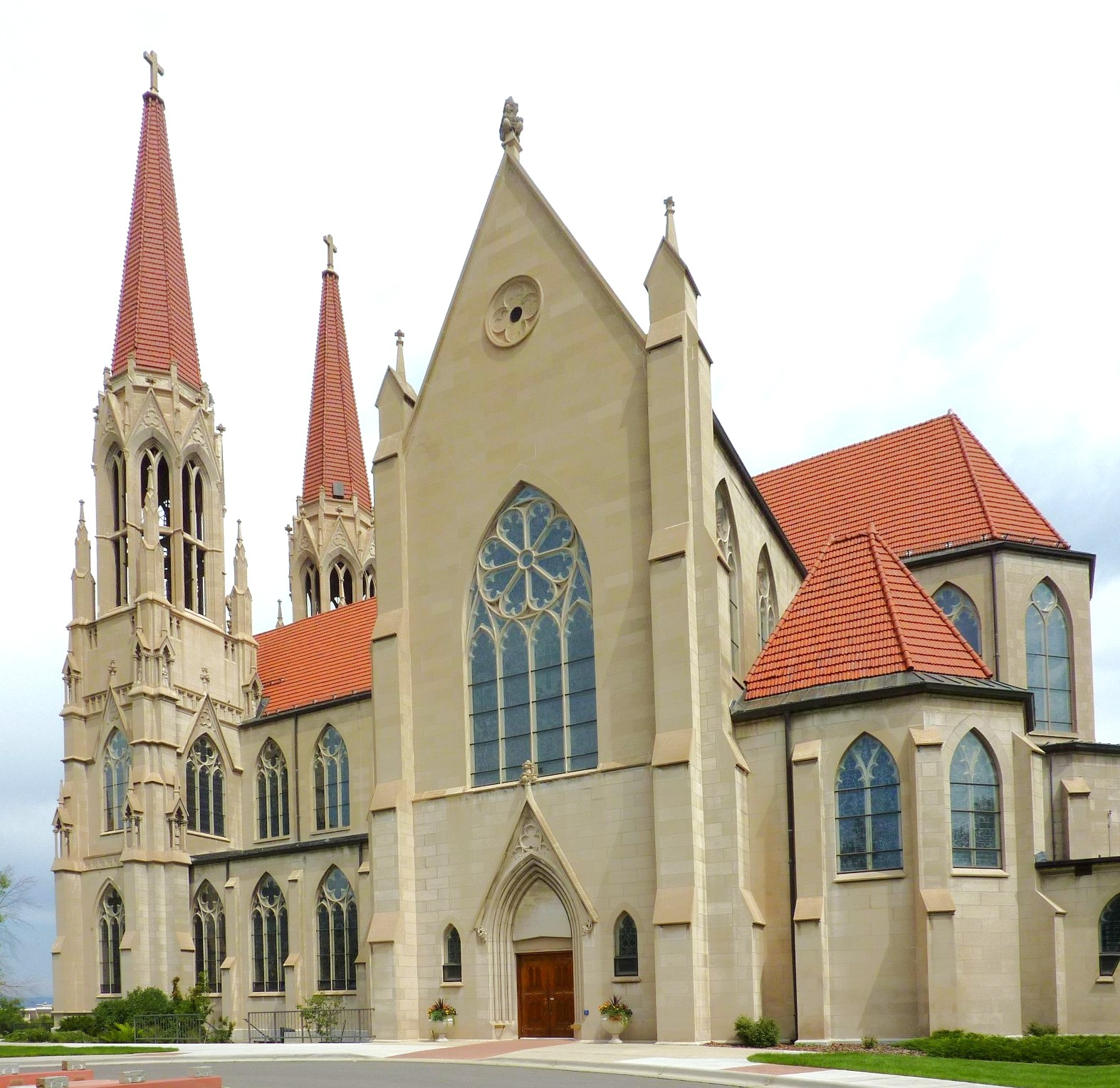
Otra vista del templo